# هوهنمس
شهر هوهنمس (به آلمانی: Hohenems) در استان فورآرلبرگ با جمعیت ۱۴٬۸۶۴ نفر در کشور اتریش واقع شده‌است.